# لا پبلا د مافومت
لا پبلا د مافومت (به اسپانیایی: La Pobla de Mafumet) یک شهرستان در اسپانیا است که در استان تاراگونا واقع شده‌است.

## خصوصیات
لا پبلا د مافومت ۶٫۲ کیلومترمربع مساحت و ۲٬۶۲۸ نفر جمعیت دارد و ۹۶ متر بالاتر از سطح دریا واقع شده‌است.